# Drilonius testaceicollis
Drilonius testaceicollis is een keversoort uit de familie Omethidae. De wetenschappelijke naam van de soort is voor het eerst geldig gepubliceerd in 1956 door Wittmer.